# 2020年東京オリンピックのコロンビア選手団
2020年東京オリンピックのコロンビア選手団(2020ねんとうきょうオリンピックのコロンビアせんしゅだん、西: Colombia en los Juegos Olímpicos de Tokio 2020)は、2021年7月23日から8月8日にかけて日本の首都東京で開催された2020年東京オリンピックのコロンビア選手団、およびその競技結果。

## メダル
| メダル | 選手名                                   | 競技                 | 種目              | 日付    |
| ------ | ---------------------------------------- | -------------------- | ----------------- | ------- |
| 銀     | ルイス・ハビエル・モスケラ・ロサノ       | ウエイトリフティング | 男子67kg級        | 7月25日 |
| 銀     | マリアナ・パホン                         | 自転車               | 女子BMXレーシング | 7月30日 |
| 銀     | アントニー・ホセ・サンブラーノ           | 陸上                 | 男子400m          | 8月5日  |
| 銀     | サンドラ・ロレーナ・アレナス             | 陸上                 | 女子20km競歩      | 8月6日  |
| 銅     | カルロス・アルベルト・ラミレス・ジェペス | 自転車               | 男子BMXレーシング | 7月30日 |

## 種目別選手・スタッフ名簿及び成績

### アーチェリー
- バレンティナ・アコスタ・ヒラルド
  - 女子

### 自転車
- エガン・ベルナル

### レスリング
- カルロス・イスキエルド